# Live Music Festival

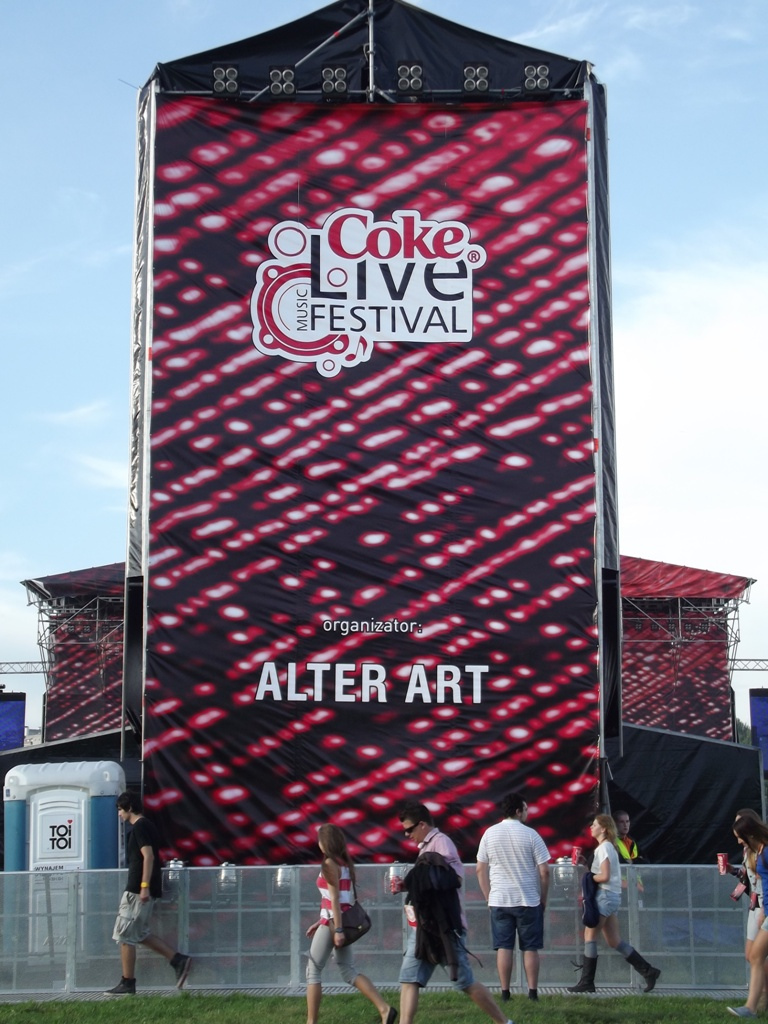
Liên hoan (2011)

Live Music Festival (tạm dịch: Liên hoan Nhạc Sống, tên trước đây: Coke Live Music Festival) là một trong những lễ hội âm nhạc sôi động và nổi tiếng tại Kraków, Ba Lan, bắt đầu được tổ chức từ năm 2006. Đơn vị tổ chức lễ hội này là Công ty Alter Art. Công ty Coca-cola từng là nhà tài trợ chính cho đến năm 2014. Tháng 4 năm 2014, báo chí đưa tin rằng Liên hoan tìm được nhà tài trợ mới và mùa lễ hội tiếp theo sẽ được tổ chức vào hè năm 2015 (sau một năm tạm nghỉ).
Trong giai đoạn 2006-2008: Liên hoan được tổ chức tại Sân vận động Wisła Kraków.
Năm 2009, địa điểm được chuyển sang Bảo tàng Hàng không Ba Lan.
Thời gian diễn ra: thường vào 2 ngày cuối tháng 8 (chỉ trừ năm 2006 - kéo dài 1 ngày và riêng năm 2009 - kéo dài 3 ngày).
Live Music Festival là nơi quy tụ nhiều nghệ sĩ hip-hop hơn hầu hết các lễ hội âm nhạc đình đám khác tại Ba Lan, chẳng hạn như: Lễ hội Open'er và Lễ hội Orange Warsaw. Tuy nhiên, vào năm 2013, lễ hội dồn tâm điểm vào các nghệ sĩ nhạc rock và trở thành mùa lễ hội đầu tiên không có sự tham gia của bất kỳ ngôi sao hip-hop người Mỹ nào.
Do ảnh hưởng từ Đại dịch Covid 19, mùa lễ hội năm 2020 không được tổ chức như thường lệ.